# Zivert
 (février 2022).
La mise en forme du texte ne suit pas les recommandations de Wikipédia : il faut le « wikifier ».
Les points d'amélioration suivants sont les cas les plus fréquents :
- Les titres sont pré-formatés par le logiciel. Ils ne sont ni en capitales, ni en gras.
- Le texte ne doit pas être écrit en capitales (les noms de famille non plus), ni en gras, ni en italique, ni en « petit »…
- Le gras n'est utilisé que pour surligner le titre de l'article dans l'introduction, une seule fois.
- L'italique est rarement utilisé : mots en langue étrangère, titres d'œuvres, noms de bateaux, etc.
- Les citations ne sont pas en italique mais en corps de texte normal. Elles sont entourées par des guillemets français : « et ».
- Les listes à puces sont à éviter, des paragraphes rédigés étant largement préférés. Les tableaux sont à réserver à la présentation de données structurées (résultats, etc.).
- Les appels de note de bas de page (petits chiffres en exposant, introduits par l'outil «  Source ») sont à placer entre la fin de phrase et le point final[comme ça].
- Les liens internes (vers d'autres articles de Wikipédia) sont à choisir avec parcimonie. Créez des liens vers des articles approfondissant le sujet. Les termes génériques sans rapport avec le sujet sont à éviter, ainsi que les répétitions de liens vers un même terme.
- Les liens externes sont à placer uniquement dans une section « Liens externes », à la fin de l'article. Ces liens sont à choisir avec parcimonie suivant les règles définies. Si un lien sert de source à l'article, son insertion dans le texte est à faire par les notes de bas de page.
- La présentation des références doit suivre les conventions bibliographiques. Il est recommandé d'utiliser les modèles {{Ouvrage}}, {{Chapitre}}, {{Article}}, {{Lien web}} et/ou {{Bibliographie}}. Le mode d'édition visuel peut mettre en forme automatiquement les références.
- Insérer une infobox (cadre d'informations à droite) n'est pas obligatoire pour parachever la mise en page.

Pour une aide détaillée, merci de consulter Aide:Wikification.
Si vous pensez que ces points ont été résolus, vous pouvez retirer ce bandeau et améliorer la mise en forme d'un autre article.
 (février 2022).
Yulia Dmitrievna Zivert (en russe : Юлия Дмитриевна Зиверт (née — Юлия Дмитриевна Сытник), née le 28 novembre 1990 à Moscou, en Union soviétique plus précisément en RSFS de Russie, est une chanteuse, auteur-compositrice russe.

## Biographie
Yulia Zivert naît en 1990 à Moscou. Son père Dmitriy Sytnik est ukrainien et sa mère Irma Zivert est russe avec des origines polonaise et allemande. Elle vit ses premières années à Odessa jusqu'au divorce de ses parents puis retourne vivre à Moscou avec sa mère ou elle adopte le nom de jeune fille de sa mère.
Depuis toute petite, son rêve est d'être chanteuse. Dans son enfance, elle organisait des concerts chez elle tous les jours.
Après l'école, elle entre à l'université, mais à cause de problèmes financiers arrête ses études et travaille comme hôtesse de l'air pendant quatre ans chez Aeroflot.
En 2017, Zivert signe avec le label russe First Music Publishing (FMP). Son premier single intitulé "Чак" sort le 1er avril 2017.
En novembre 2018, elle sort le titre Life. Celui-ci est le plus recherché sur la plateforme Shazam en Russie en 2019 et prend la première place du classement des titres les plus écoutés sur Yandex.Music et la seconde place sur la plateforme Apple Music. Life se classe seizième du classement des charts Tophit en 2019.
En septembre 2019, elle sort son premier album intitulé Vinyl #1 où figure notamment les titres Life, Beverly Hills et Credo. Cette dernière devient numéro 1 dans les classements Europa Plus, Yandex.Music et Russkoie Radio, tandis que le titre Beverly Hills prend la tête des charts RU.TV. L'album est en tête du classement Apple Music en Russie en 2019[pertinence contestée].
En 2020, Zivert sort les singles ЯТЛ et Многоточия qui se classent premiers dans les charts, ainsi que deux collaborations : Fly 2 avec Niletto et Неболей avec Basta.
Le 31 décembre 2020, pour fêter le nouvel an, Ivan Ourgant l'invite à son émission « Ciao 2020! » où sont présents les chanteurs russes les plus populaires du moment afin de chanter leur chanson en italien dans le style des années 1980. Elle reprend son tube Credo et sa performance rencontre un franc succès en Italie où elle y devient connue dans les jours qui suivent.
En 2021, Zivert sort son deuxième album Vinyl #2 qui se classe numéro 1 des charts Apple Music en Russie. Elle sort également un titre en collaboration avec Max Barskih : "Bestseller" et un autre avec Dima Bilan : "Это была любовь".

## Récompenses
- 2019 :
  - "Nouvelle artiste de l'année" aux Muz-TV Awards[7]
  - "Démarrage de l'année" et "Choix du magazine Cosmopolitan" aux RU.TV Awards
  - "Découverte de l'année", "Meilleure artiste pop de l'année" et "Chanson de l'année" pour Life aux Russian National Music Award[8]
  - "Meilleur duo" avec Philipp Kirkorov aux OK! Awards «Больше чем звёзды»

- 2020 : 
  - Golden Gramophone Award pour la chanson Credo
  - "Meilleure artiste féminine", "Découverte de l’année" et "Single de l’année" aux New Radio Awards[9]

- 2021 :
  - "Meilleure chanteuse solo" aux Tophit Music Awards[10]
  - "Meilleure chanteuse" aux RU.TV Awards
  - "Meilleure artiste féminine" aux Muz-TV Awards[11]
  - Golden Gramophone Award pour la chanson Многоточия [12]